# Otto Veraguth
Otto Veraguth (ur. 13 maja 1870 w Chur, zm. 17 grudnia 1944 w Zurychu) – szwajcarski lekarz neurolog i psychiatra.

## Życiorys
Syn Theodora i Anny Christiny z domu Herold. W 1892 roku ukończył gimnazjum w Chur, po czym studiował na Uniwersytecie w Zurychu. Studia ukończył w 1898 roku. W 1900 habilitował się z neurologii na podstawie pracy Über nieder differenzirte Missbildungen des Centralnervensystems, w 1918 został profesorem nadzwyczajnym. Był przewodniczącym Szwajcarskiego Towarzystwa Neurologicznego w latach 1922–1924.
24 października 1901 roku ożenił się z Gertrud Keyser (1880–1962). Ich córką była Vrene Veraguth (1902–?). Dokumenty dotyczące Ottona Veragutha przechowywane są w archiwum w Bazylei.

## Dorobek naukowy
Opisał tzw. objaw Veragutha. Badał odruch psychogalwaniczny.

## Wybrane prace
- Untersuchungen über normale und entzündete Herzklappen (1895)
- Ueber einen Fall von transitorischer reiner Worttaubheit (1900)
- Ueber Mikropsie und Makropsie (1903)
- Kultur und Nervensystem. Zurich, 1904
- (z Giovannim Cloëttą) Klinische und experimentelle Beobachtungen an einem Fall vin traumatischer Läsion des rechten Stirnhirns (1907)
- Das psychogalvanische Reflexphänomen. Berlin, 1909
- Neurasthenia. Berlin, 1910
- Die klinische Untersuchung Nervenkranker. Wiesbaden: Bergmann, 1911
- Der neurologische Unterricht an den schweizerischen Universitäten. Correspondenzblatt für Schweizer Aerzte 20, ss. 696–708, 1911
- Veraguth O, Sahli H. Ueber den neurologischen Unterricht an den schweizerischen Universitäten. Correspondenzblatt für Schweizer Aerzte 6, ss. 195–205, 1912
- Die Sensibilitäten des menschlichen Organismus (1913)
- Die Leitungsbahnen im Rückenmark. W: Handbuch der normalen und pathologischen Physiologie, Band 10. Berlin, 1927